# Comté de Washita
Le comté de Washita est un comté situé à l'ouest de l'État de l'Oklahoma, aux États-Unis. Le siège du comté est New Cordell. 
Selon le recensement de 2000, sa population est de 11 508 habitants.

## Comtés adjacents
- Comté de Custer (nord)
- Comté de Caddo (est)
- Comté de Kiowa (sud)
- Comté de Beckham (ouest)

## Principales villes

Carte routière du comté de Washita.

- Bessie
- Burns Flat
- Canute
- Colony
- Corn
- Dill City
- Foss
- New Cordell
- Rocky
- Sentinel

## Géographie
Le comté possède une superficie de 2 613 km2, dont 15 km2 de surface aquatique.
Le comté abrite des phénomènes pseudokarstiques, dont la Washita Bat Cave, cavité naturelle souterraine creusée dans le gypse. 